# Cynoglossus
Cynoglossus är ett släkte av fiskar. Cynoglossus ingår i familjen Cynoglossidae.

## Dottertaxa tillCynoglossus, i alfabetisk ordning[1]
- Cynoglossus abbreviatus
- Cynoglossus acaudatus
- Cynoglossus acutirostris
- Cynoglossus arel
- Cynoglossus attenuatus
- Cynoglossus bilineatus
- Cynoglossus broadhursti
- Cynoglossus browni
- Cynoglossus cadenati
- Cynoglossus canariensis
- Cynoglossus capensis
- Cynoglossus carpenteri
- Cynoglossus cynoglossus
- Cynoglossus dispar
- Cynoglossus dollfusi
- Cynoglossus dubius
- Cynoglossus durbanensis
- Cynoglossus feldmanni
- Cynoglossus gilchristi
- Cynoglossus gracilis
- Cynoglossus heterolepis
- Cynoglossus interruptus
- Cynoglossus itinus
- Cynoglossus joyneri
- Cynoglossus kapuasensis
- Cynoglossus kopsii
- Cynoglossus lachneri
- Cynoglossus lida
- Cynoglossus lighti
- Cynoglossus lineolatus
- Cynoglossus lingua
- Cynoglossus maccullochi
- Cynoglossus macrolepidotus
- Cynoglossus macrophthalmus
- Cynoglossus macrostomus
- Cynoglossus maculipinnis
- Cynoglossus marleyi
- Cynoglossus melampetalus
- Cynoglossus microlepis
- Cynoglossus monodi
- Cynoglossus monopus
- Cynoglossus nigropinnatus
- Cynoglossus ochiaii
- Cynoglossus ogilbyi
- Cynoglossus oligolepis
- Cynoglossus pottii
- Cynoglossus puncticeps
- Cynoglossus purpureomaculatus
- Cynoglossus robustus
- Cynoglossus roulei
- Cynoglossus sealarki
- Cynoglossus semifasciatus
- Cynoglossus semilaevis
- Cynoglossus senegalensis
- Cynoglossus sibogae
- Cynoglossus sinicus
- Cynoglossus sinusarabici
- Cynoglossus suyeni
- Cynoglossus trigrammus
- Cynoglossus trulla
- Cynoglossus waandersii
- Cynoglossus zanzibarensis